# Десанты на побережье Швеции
Высадка трёх русских десантов на побережье Швеции в 1719-1721 годах — ряд десантных операций на территории Швеции, осуществлённых русской армией и флотом в 1719-1721 годах с целью вынудить шведское правительство пойти на подписание мирного договора, который должен был завершить Северную войну.

## Планирование
В 1719 году, после того как мирные переговоры на Аландском конгрессе закончились неудачей, российским командованием было принято решение начать масштабное разорение берегов Швеции с целью принуждения противника к миру. Для десантной операции были собраны крупные силы: парусный флот насчитывал 21 линейный корабль и значительное количество меньших кораблей с общим вооружением в 1261 орудие. Гребной флот насчитывал 132 галеры и 100 лодок, на борту которых находилось до 26 тысяч десантных войск.
На военном совете было решено двигаться всем флотом до острова Лемланд в Аландском архипелаге, откуда начать действия против шведских берегов. Предполагалось, что под прикрытием парусного флота две флотилии гребных судов с десантными партиями будут разорять шведское побережье: одна направится к северу от Стокгольма, а вторая будет действовать в окрестностях шведской столицы. Планировалось также выделить из парусного флота два отряда. Один из них должен был следить за шведской эскадрой в Карлскруне, другой — за эскадрой в Стокгольме, предупреждая возможное соединение шведских морских сил. Однако проведённая разведка показала, что шведские эскадры уже соединились — 19 линейных кораблей шведского флота стояли теперь в шхерных проходах на пути к Стокгольму. Поэтому план был изменён — русскому парусному флоту предписывалось подойти к шхерам и маневрировать там на виду у противника в расчёте на то, что шведский линейный флот выйдет в море и даст бой. В том случае, если шведы не решатся дать сражение, предполагалось следовать первоначальному плану.

## Начало действий русского флота
В последних числах июня парусный и гребной флоты отошли от полуострова Гангут, а 8 (19) июля объединённый русский флот уже стоял на острове Лемланд, где была оборудована временная база. 10 июля галерный флот под прикрытием линейных кораблей вышел к шведским берегам. Поскольку шведский линейный флот выйти в море так и не решился, то русский корабельный флот, обеспечив переход галер открытым морем, вернулся к Лемланду. Однако в море постоянно крейсировал отряд из нескольких линейных кораблей, оставленный для наблюдения за противником.
Галерный флот под командованием адмирала Ф. М. Апраксина 11 (22) июля стал у Капельшера, в 40 милях от Стокгольма. Галерному флоту предписывалось разорять шведские берега, но убивать мирное население запрещалось: «людей не токмо не брать, но не грабить с них и ничем не досаждать, но внушать, что мы воюем для того, что сенат их не склонен к миру». Запрещалось также грабить церкви.

## Действия отряда Ласси
От Капельшера на север был направлен отряд под командованием Ласси — 3,5 тысяч человек десанта на 21 галере и 12 лодках. Ласси прошёл шхерами до города Евле, уничтожая с помощью десантных партий шведские селения, сжигая и разоряя железные и медные заводы. Дважды десантам отряда Ласси пришлось вступить в бой со шведскими войсками.
20 (31) июля 1719 г. у Капеля был разбит шведский отряд, который бежал с поля боя, бросив три пушки. 25 июля (5 августа) 1719 г. в ходе операции по уничтожению железоплавильного завода Леста-Брук русский десант вновь столкнулся со шведскими войсками. Обходной манёвр заставил шведов отступить, оставив на поле боя семь пушек. Дойдя до города Евле, отряд Ласси повернул назад и 16 (27) августа 1719 г. вернулся к Лемланду. Потери в отряде Ласси за весь поход составили 6 человек убитыми и 15 ранеными.

## Действия основных сил галерного флота
Основные силы галерного флота под командованием Апраксина 13 июля двинулись от Капельшера на юг, в обход крепости Даларё, разоряя шведские берега. Были уничтожены железные и медные заводы на острове Утэ, сожжены города Сёдертелье и Нючёпинг, местечко Трос, а также многочисленные селения, литейные заводы, замки и мызы. 30 июля (10 августа) 1719 г. русские силы достигли города Норрчёпинга. Оборонявшие город 12 эскадронов шведской кавалерии отступили, затопив в гавани 27 купеческих судов. При отступлении шведы подожгли город, в результате чего русскому десанту «за великим заявлением огня приступить было невозможно». В районе Норчёпинга при разорении пушечного завода на острове Нэкварн было захвачено 300 чугунных пушек различного калибра. 3 (13) августа силы Апраксина повернули обратно, уничтожая на обратном пути все, что ещё уцелело от разгрома.
5 (16) августа у острова Руней с силами Апраксина соединились суда бригадира Левашова, захватившие у Аланда 8 купеческих судов. Вернувшись к острову Капельшер, Апраксин получил от Петра I приказ идти к Стокгольму для создания угрозы нападения на шведскую столицу, «дабы тем неприятелю отдыха не давать и не почаял бы, что конец кампании». Апраксин предлагал атаковать сам Стокгольм, но на военном совете было решено, что следует ограничиться разведыванием фарватеров, ведущих к Стокгольму, и защищающих его крепостей, с тем чтобы в будущем году «уже ни за чем ни стоять». 13 (24) августа отряд галер под командованием шаутбенахта М. X. Змаевича вошёл в фарватер Стексунд, ведущий к Стокгольму. На оба берега пролива были высажены десантные отряды И. Барятинского и С. Стрекалова по 3 батальона пехоты каждый. Этим силам удалось разведать подходы к Стокгольму до крепости Ваксхольм. При этом отряд Барятинского вступил в бой со шведскими войсками, защищавшими Стокгольм. По русским данным, после полуторачасового боя Барятинский разбил передовой отряд шведов, состоящий из двух полков пехоты и одного полка кавалерии, и только наступившая темнота избавила шведов от преследования. При этом отряд Барятинского понёс потери в 104 убитых, 328 раненых, а шведские войска 30 убитыми и 71 ранеными. По шведским данным, отряд Барятинского, вызвавший панику в Стокгольме, напротив, потерпел неудачу в атаке укреплённых шведских позиций и вынужден был отступить. Отряд Змаевича в ходе разведки стокгольмских фарватеров разорил и сжёг селения и мызы на островах. На обратном пути отряд Змаевича при поддержке огня с галер провёл успешную высадку на берег и сжёг имение графа Вредена. 19 (30) августа русский галерный флот вернулся к Лемланду.

## Завершение боевых действий. Итоги
21 августа (1 сентября) русский галерный флот и десантные войска ушли в Або, а парусный — в Ревель. По оценке русского командования, в ходе десантной операции было разорено и уничтожено 8 городов, 140 особняков и замков, 21 завод, 1363 селения, 21 мельница и 26 военных складов (магазинов). При этом была захвачена большая добыча «железа и меди», а множество хлеба и скота «истреблено и жжёно».